# Bradlo
Il Bradlo, con l'altitudine di 543,1 metri sul livello del mare, è la cima più alta delle alture di Myjava. 
Si trova nel Distretto di Myjava. in Slovacchia. È un picco calcareo sostenuto da rocce meno resistenti. Sulla collina sorge il mausoleo di Milan Rastislav Štefánik, opera dell'architetto Dušan Jurkovič. Dal Bradlo si gode una bella vista della regione di Kopanice, intorno a Brezová pod Bradlom.
È accessibile con tre percorsi: sentiero rosso da Brezová pod Bradlom; sentiero giallo e poi sentiero verde da Košariská; sentiero verde da Priepasné, località Dlhý vŕšok.

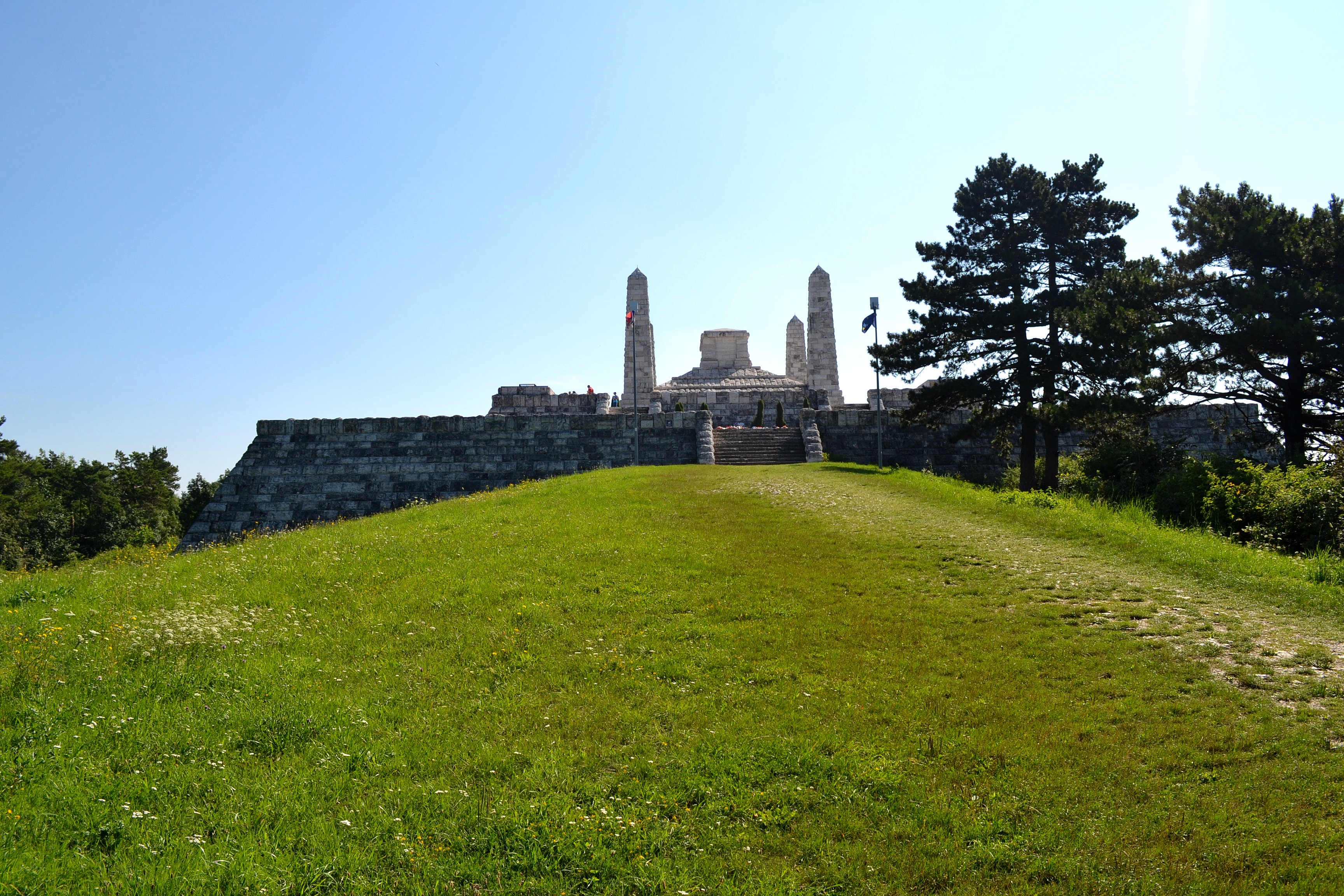
La sommità della montagna con il mausoleo